# Camponotus interjectus
Camponotus interjectus (лат.) — вид муравьёв рода кампонотус (Camponotus) (подрод Myrmentoma) из подсемейства формицины (Formicinae).

## Распространение
Афганистан, Израиль, Ирак, Иран, Китай, Казахстан, Кыргызстан, Туркменистан.

## Описание
Тело блестящее, двуцветное: голова и брюшко чёрные, грудь красная или красно-бурая. Мезопроподеальное вдавление глубокое. Проподеум угловатый, с отстоящими волосками. Рабочие муравьи имеют длину 5—9 мм, самки — 12—13 мм, самцы — 7—8 мм. Семьи малочисленные (около 300 особей). Пустынный вид. В Туркмении обитают в предгорьяхи горах Копетдага, сухие остепнённые и скалистые участки. Вид был впервые описан в 1877 году австрийским мирмекологом Густавом Майром по материалам экспедиции А. П. Федченко в Туркестан.